# Chiesa di Santa Maria Assunta (Bonate Sopra)
La chiesa di Santa Maria Assunta è la parrocchiale di Bonate Sopra, in provincia e diocesi di Bergamo; fa parte del vicariato di Capriate-Chignolo-Terno.

## Storia
La prima citazione di una chiesa a Bonate Sopra dedicata alla Madonna risale al 919 ed è da ricercarsi in un placito di Berengario I. 

La chiesa fu nuovamente menzionata nel 1304. Dalla relazione della visita pastorale dell'autunno 1575 dell'arcivescovo di Milano san Carlo Borromeo s'apprende che la chiesa di Bonate Sopra era compresa nella vicaria di Terno d'Isola e che i parrocchiani erano 440, scesi a 430 nel 1659 e saliti a 490 nel 1666 e a 906 nel 1750.
L'edificio subì un rifacimento verso la fine del Cinquecento. In un documento del 1734 la chiesa è annoverata tra quelle appartenenti alla vicaria di Chignolo d'Isola. La nuova parrocchiale venne costruita nel XVIII secolo e consacrata nel 1781 dal vescovo di Bergamo Giovanni Paolo Dolfin. Nel 1933 la chiesa fu ampliata e, l'anno successivo, l'altare maggiore venne consacrato dal vescovo Adriano Bernareggi. Tra il 1949 ed il 1950 il campanile fu innalzato e, tra il 1959 ed il 1960 venne ristrutturato l'esterno della parrocchiale. Nel 1963 la volta della cupola centrale fu dipinta dal pittore Emilio Nembrini e l'affresco rappresenta l'Assunzione di Maria al cielo.
Nel 1971, in seguito alla soppressione dei vicariati della diocesi bergamasca, la chiesa passò alla zona pastorale VII, per poi essere aggregata il 27 maggio 1979 al nuovo vicariato di Capriate-Chignolo-Terno. Infine, l'edificio venne completamente ristrutturato tra il 1999 ed il 2000.

## Descrizione

### Esterno
La chiesa è preceduto da un sagrato di grande dimensioni, con pavimentazione in blocchi di porfido. La facciata intonacata e tripartita da lesene e controlesene si sviluppa su due ordini divisi da una cornice marcapiano. Centrale all'ordine inferiore vi è il portale in pietra con paraste a colonna complete di capitelli d'ordine corinzio che correggono la trabeazione e il timpano semicircolare. Le lesene proseguono nell'ordine superiore terminanti con il grande timpano triangolare completo di tre statue rappresentanti due angeli su appoggi laterali e Maria Assunta sulla parte culminante del tetto. Questa parte presenta la grande finestra con vetro raffigurante sempre la Madonna Assunta al cielo. Altre statue sono poste lateralmente, cinque per parte poste su basi terminali di lesene che dividono in più sezioni la pareti a sud e nord dell'edificio corrispondenti alle campate che sono all'interno dell'aula.

### Interno
La chiesa all'interno si presenta a croce latina con copertura da volta a botte e a tazza circolare nella sezione del transetto. La navata si sviluppa su cinque campate divise da lesene e controlesene complete di capitello d'ordine corinzio. Il battistero è posto nella prima campata di sinistra e corrispondente vi è la statua del Cristo morto. L'altare intitolato a san Pietro si trova nella seconda campata e corrispondente a destra quello dedicato a san Giovanni Battista. La terza campata è completa dei confessionali su entrambi i lati. L'altare dedicato alla Madonna del Rosario è posto a sinistra della quarta campata e corrispondente quello della Sacra Famiglia. La navata prosegue con le entrate laterali. Gli altari dedicati al Sacro Cuore e a san Giuseppe sono posti nel transetto che anticipa la zona presbiteriale rientrante e sopraelevata da cinque gradini avente la copertura da volta a botte. Il presbiterio a pianta rettangolare, termina con l'abside semicircolare completa di coro ligneo con copertura a catino.